# Aljaksandr Rabuschenka
Aljaksandr Rabuschenka (belarussisch Аляксандр Рабушэнка, englische Transkription Aleksandr Riabushenko; * 12. Oktober 1995 in Minsk) ist ein ehemaliger belarussischer Radrennfahrer.

## Sportlicher Werdegang
Nach ersten Erfolgen bei den Junioren ging Rabuschenka nach Italien, wo er zunächst für italienische Amateurteams fuhr. Bei den UEC-Straßen-Europameisterschaften 2016 wurde er überraschend U23-Europameister im Straßenrennen. Neben Siegen bei Rennen des italienischen Kalenders konnte er in der Saison 2017 erste Erfolge bei UCI-Rennen erzielen, unter anderen eine Etappe beim U23-Rennen Giro Ciclistico d’Italia.
Ende 2017 bekam Rabuschenka die Möglichkeit, als Stagaire für das UCI WorldTeam UAE Team Emirates zu fahren. In dieser Zeit gewann er den Piccolo Giro di Lombardia, die U23-Ausgabe der Lombardei-Rundfahrt. Daraufhin erhielt er zur Saison 2018 einen Profi-Vertrag beim UAE Team Emirates. Seinen nächsten Erfolg für das Team erzielte er 2019 bei der Coppa Agostoni. Mit der Vuelta a España 2020 nahm er erstmals an einer Grand Tour teil und beendete diese auf Platz 90 der Gesamtwertung. Rabuschenka nahm an den Olympischen Sommerspielen in Tokio teil und beendete das Straßenrennen auf Platz 66.
Zur Saison 2022 wechselte Rabuschenka für zwei Jahre zum Astana Qazaqstan Team, für das er ohne nennenswerte Ergebnisse blieb. Nachdem er für die Saison 2024 kein neues Team gefunden hatte, beendete er im Alter von 28 Jahren seine Karriere als Radrennfahrer.

## Erfolge
2013
- Bergwertung Trophée Centre Morbihan
- eine Etappe Giro di Basilicata

2016
- Europameister (U23) – Straßenrennen

2017
- eine Etappe Giro Ciclistico d’Italia
- Piccolo Giro di Lombardia
- Giro del Belvedere
- eine Etappe und Punktewertung Toscana Terra di Ciclismo Eroica

2019
- Coppa Agostoni

## Grand-Tour-Platzierungen
| Grand Tour            | 2020 | 2021 | 2022 | 2023 |
| --------------------- | ---- | ---- | ---- | ---- |
| Giro d’ItaliaGiro     | –    | –    | –    | –    |
| Tour de FranceTour    | –    | –    | 96   | –    |
| Vuelta a EspañaVuelta | 90   | –    | –    | –    |